# 滋賀県道42号草津守山線
滋賀県道42号草津守山線（しがけんどう42ごう くさつもりやません）は、滋賀県草津市矢橋北交点を起点に守山市播磨田町北交点に至る12.8 kmの県道（主要地方道）である。

## 概要
矢橋中央交点から木川交点までの間は近江大橋有料道路の一部であった。守山市播磨田町では琵琶湖道路取付道路と直角に交わるため西側に50 m程度ふくらみ、守山市下之郷・金森間も東側に約50 m程度ふくらんでいる。都市計画道路として認定された当時は農地の分断により地元から不満の声が上がっていた。
都市計画道路の大津湖南幹線として4車線へ拡幅する工事が行われていたが、2015年（平成27年）には全線にわたって4車線で供用開始された。

### 路線データ
- 起点：草津市矢橋町（矢橋北交差点、滋賀県道26号大津守山近江八幡線交点）
- 終点：守山市播磨田町（播磨田町北交差点、滋賀県道11号守山栗東線交点）

## 歴史

### 年表
- 1958年（昭和33年）7月26日 - 滋賀県道140号矢橋野路線・滋賀県道149号小島木ノ川線が認定[3]。
  - 滋賀県道140号矢橋野路線は、草津市矢橋町の滋賀県道26号大津守山近江八幡線から同市野路町の国道1号に至る路線であった[4]。
- 1973年（昭和48年）3月30日 - 滋賀県道149号が「小島木ノ川線」から「矢橋小島線」となり延伸される[5]。
- 1978年（昭和53年） - 守山市下之郷 - 横江間が流域下水道の管理道路として新設される[6]。用地取得は滋賀県と守山市の共同で行う[7]。完成当時は守山市が管理する道路であったが、後に県道として滋賀県へ移管される[8]。
- 1980年（昭和55年）3月28日 - 滋賀県道140号矢橋野路線が廃止され、滋賀県道149号矢橋小島線に編入[9]。
- 1987年（昭和62年）4月21日 - 草津市御倉町 - 同市木川町で近江大橋有料道路の改築工事として1,089 mの区間が供用開始する[10]。
- 1990年（平成2年）12月26日 - 草津市木川町 - 同市野村町で砂川大橋（後述）を含むバイパスが供用開始される[11]。
- 1993年（平成5年）5月11日 - 建設省から、県道矢橋小島線が草津守山線として主要地方道に指定される[12]。
- 1994年（平成6年）4月1日 - 主要地方道の指定に伴い、滋賀県道149号矢橋小島線から滋賀県道42号草津守山線に変更される[13]。
- 1997年（平成9年）11月17日 - 草津市野村町 - 同市川原町のバイパスが供用開始される[14]。
- 2004年（平成16年）4月28日 - 草津市川原町 - 同市駒井沢町のバイパスが供用開始される[15]。
- 2010年（平成22年）11月16日 - 草津市木川町 - 同市野村町を4車線での供用開始する[16]。これに伴い、廃川となった旧草津川をまたぐ砂川大橋が撤去された[17]。
- 2010年（平成22年）12月20日 - 草津市野村町 - 同市駒井沢町を4車線での供用開始する[16]。
- 2015年（平成27年）4月27日 - 守山市大門町 - 同市播磨田町を4車線での供用開始する[2]。これに伴い、大津湖南幹線として計画されていた区間の4車線化が全て終了する[2]。

### 砂川大橋
草津市の旧草津川を横断する箇所ではかつて砂川大橋が架橋されていた。この橋梁は1990年（平成2年）の草津市木川町と同市野村町の完成に伴い供用開始となった橋長426.1 m（メートル）、幅員10.7 mのPC橋であるが、前後の区間が4車線で整備されているのにも関わらず2車線で架橋されたためボトルネックとなり渋滞が慢性化していた。そのため、2003年（平成15年）度にはPI方式で検討委員会が発足し、2004年（平成16年）度には橋を撤去して平面で4車線化するよう決定された。2007年（平成19年）度に橋の撤去の事業が着手され、2010年（平成22年）度に事業全体が終了し竣工した。

## 地理

### 通過する自治体
- 草津市
- 栗東市
- 守山市

### 交差する道路

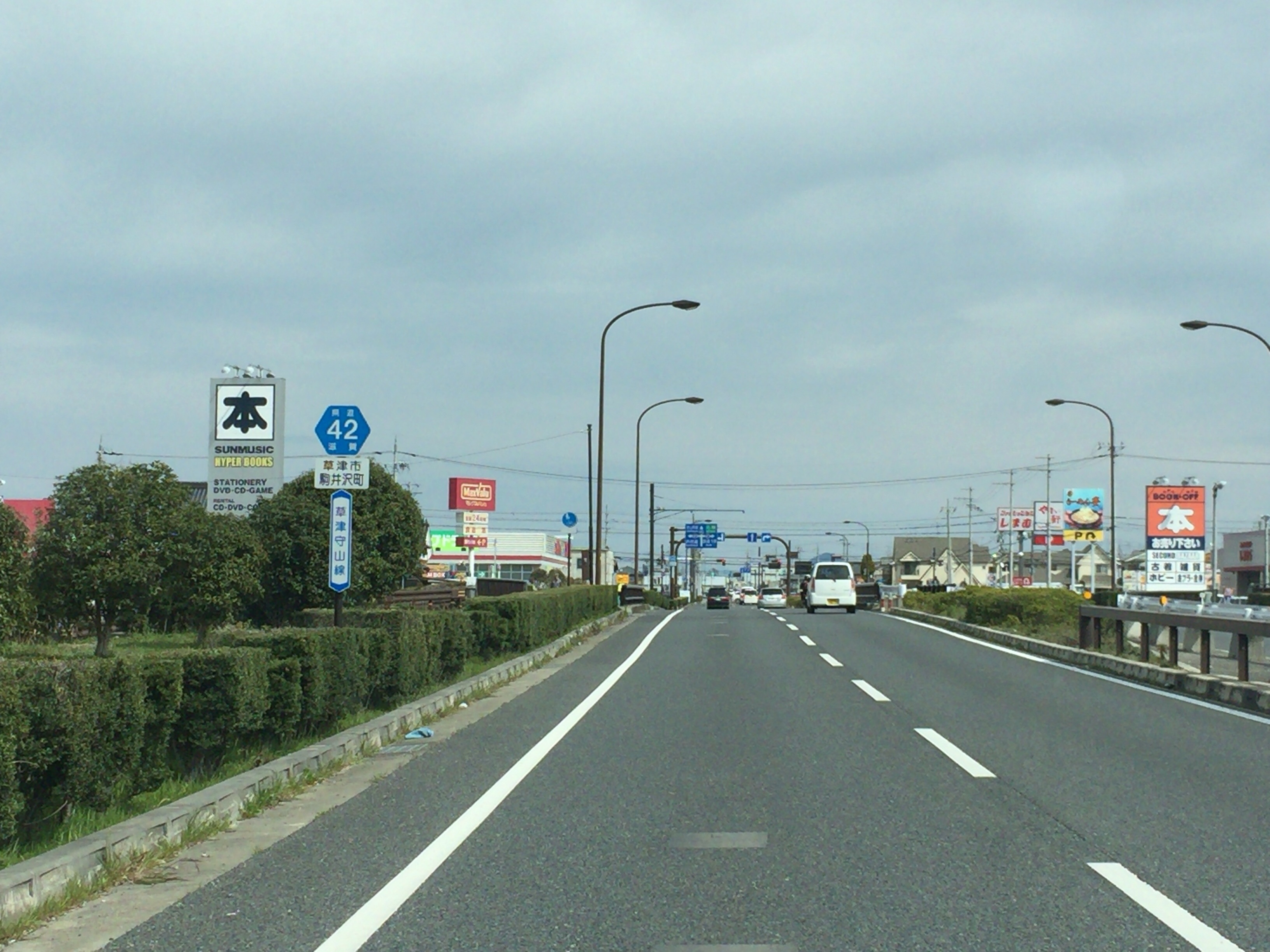
草津市駒井沢町付近

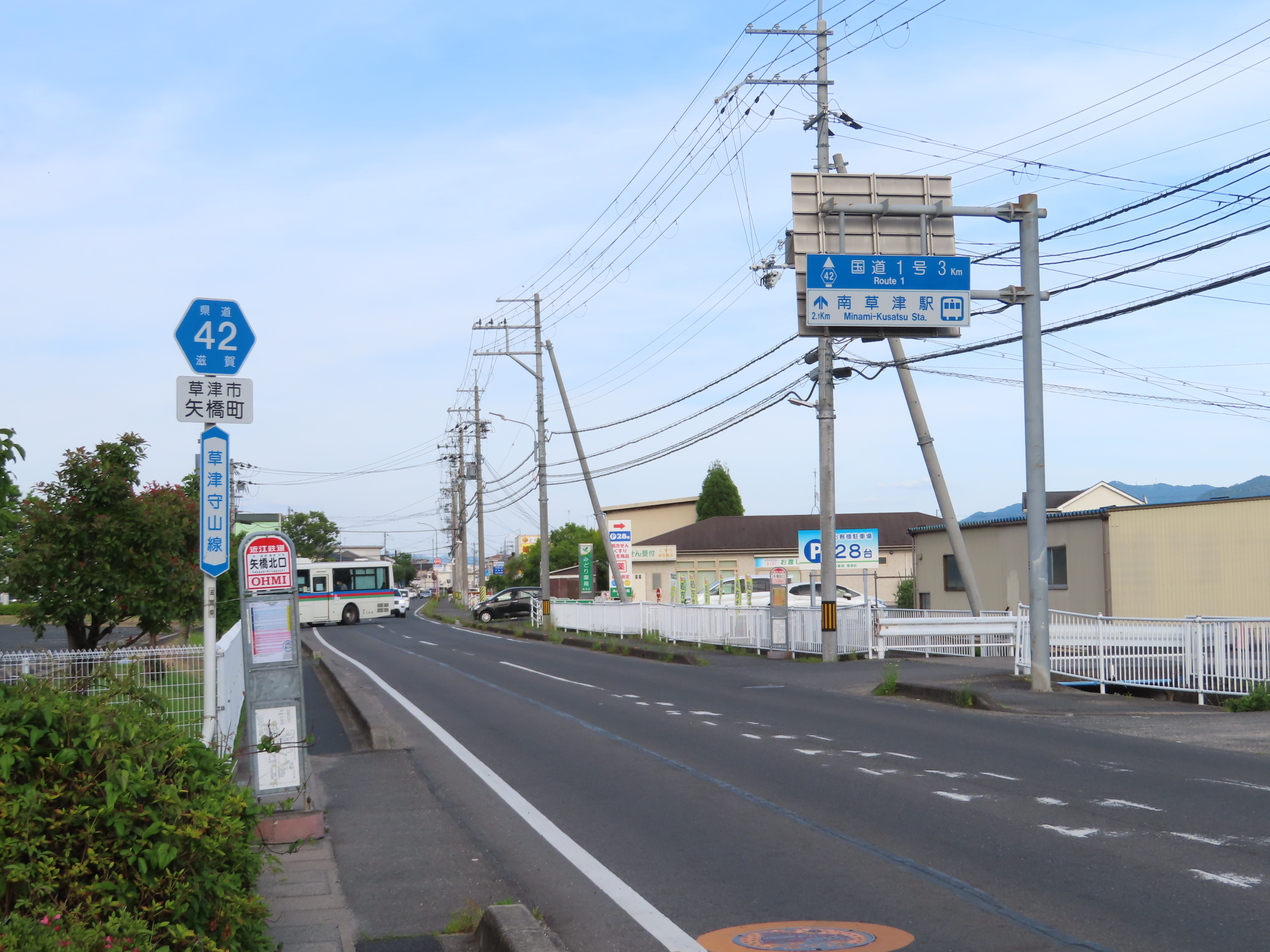
滋賀県道26号大津守山近江八幡線 浜街道（草津市矢橋町・矢橋北交差点、起点）
- 滋賀県道18号大津草津線 湖南幹線（草津市矢橋町）
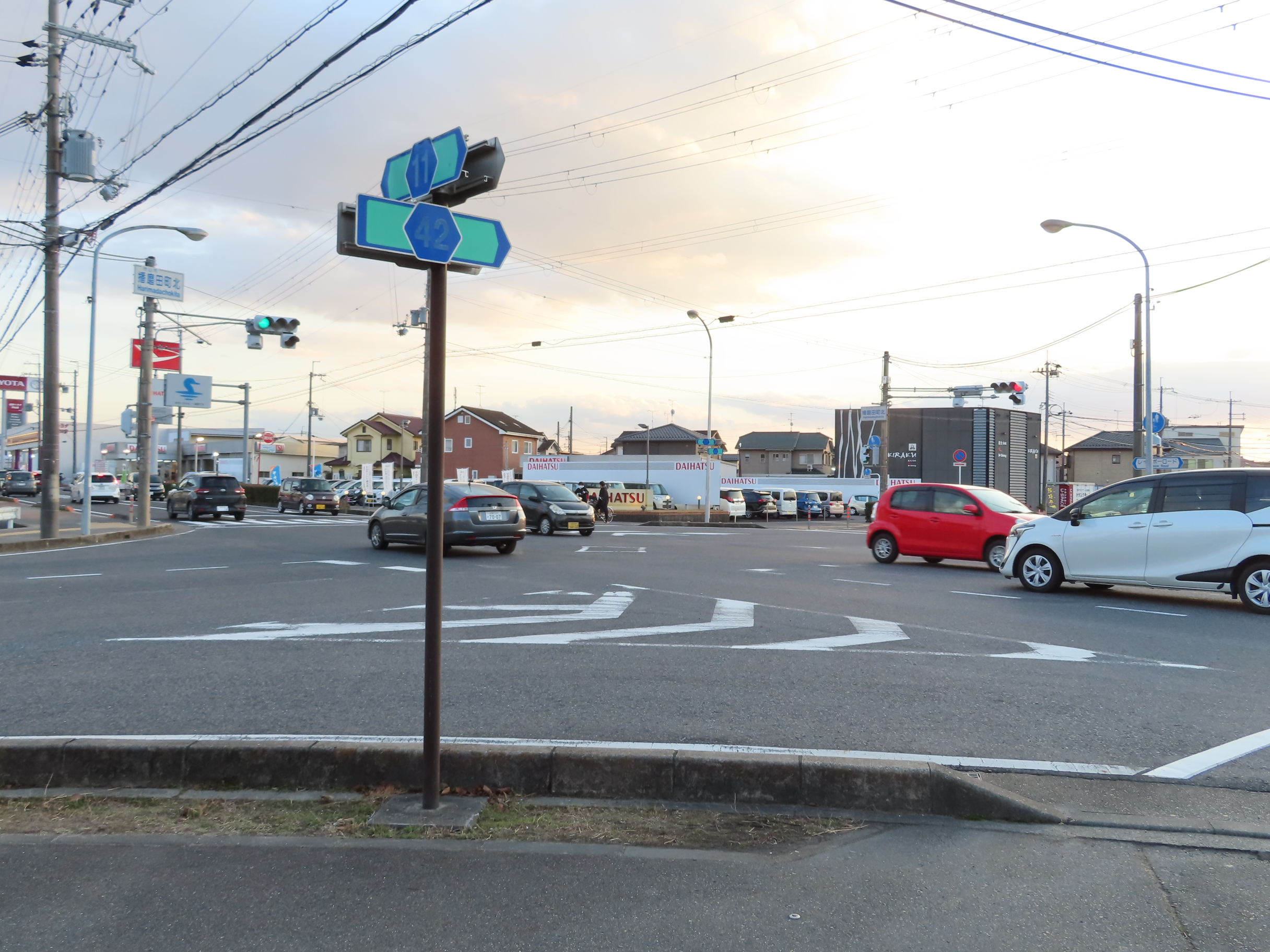
滋賀県道141号山田草津線（草津市木川町）
- 滋賀県道143号下笠大路井線（草津市野村）
- 滋賀県道31号栗東志那中線（草津市駒井沢町）
- 滋賀県道145号片岡栗東線（守山市横江町）
- 滋賀県道146号欲賀守山甲線（守山市金森町）
- 滋賀県道147号赤野井守山線（守山市下之郷）
- 滋賀県道11号守山栗東線レインボーロード・滋賀県道48号近江八幡守山線（守山市播磨田町・播磨田町北交差点、終点）

### 沿線にある施設など
- 草津総合病院
- キヤノンマシナリー
- ケーズデンキ 草津本店
- 上新電機 草津店
- 滋賀県立草津高等学校
- 草津市立笠縫小学校
- 滋賀県計量検定所
- 草津市立笠縫東小学校
- 十里運動公園
- 佛台寺
- ダイハツディーゼル 守山第二工場
- 幸田塚古墳
- 立命館守山中学校・高等学校
- 守山市民ホール
- 守山警察署
- 守山市民グラウンド、守山市民球場
- 守山市立守山中学校

- 起点付近（草津市矢橋町）
- 終点（守山市播磨田町）